# Історія Панами

## Доколумбійський період

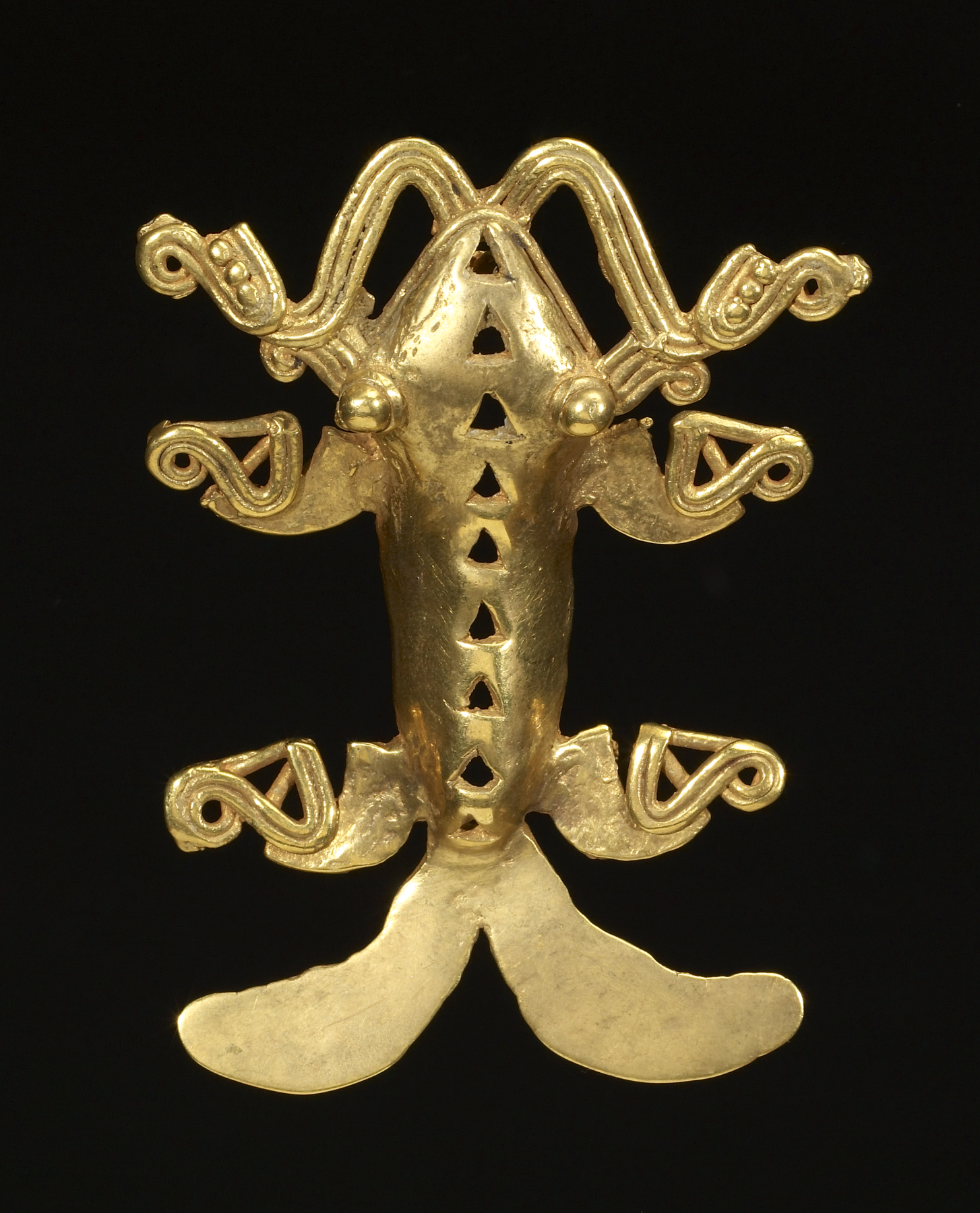
Кулон амфібія. Бл. 800 ро. до н. е. Художній музей Уолтерса

На території сучасної Панами люди — давні індіанці поселились за
кілька тисячоліть до нашої ери, перед приходом іспанців тут проживало понад 60 індіанських племен, в тому числі Куева, Куна та інші. Перші контакти з європейцями сталися у 1501 році з іспанцем Родрігасом де Бастідасом.

## XVI—XVII століття

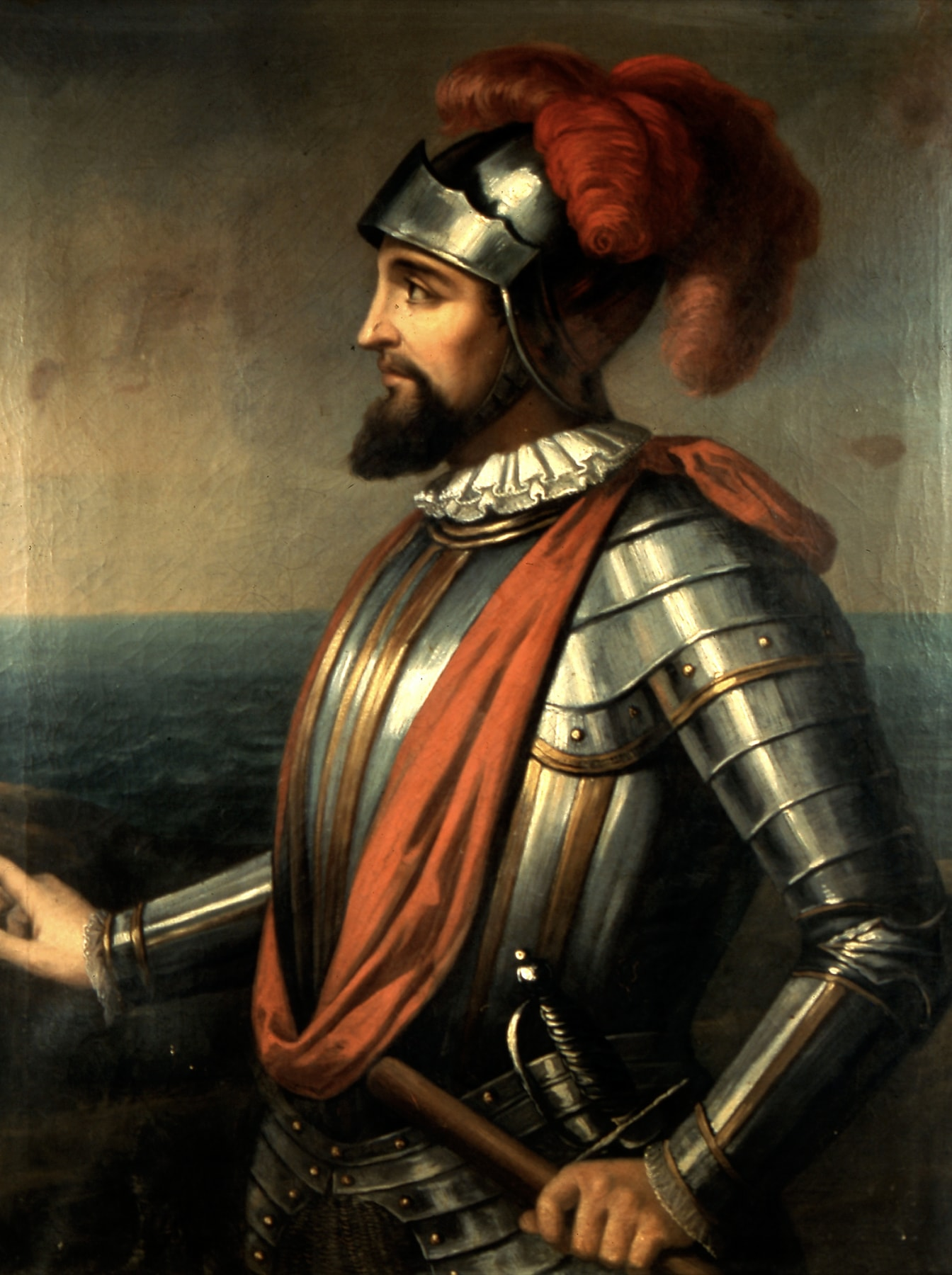
Васко Нуньес де Бальбоа (1475—1517)

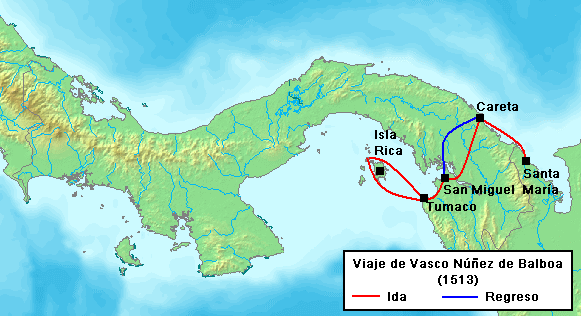
Мапа з позначенням подорожі Васко де Бальбоа в 1513 році

У 1502 році Х. Колумб дослідив східне узбережжя Панами під час своєї четвертої мандрівки до «нового світу».
У 1510 Васко Нуньєс де Бальбоа заснував колонію і став губернатором регіону. У 1513 році він перейшов панамський перешийок і став першим європейцем, який побачив Тихий океан. До колонії були завезені африканські раби, а в 1519 році було засновано Панама-Сіті. Незабаром Портобело стало містом для транспортування награбованого скарбів інків до Європи, приваблюючи англійських піратів до цих місць.
Подорож Васко Нуньєса де Бальбоа від Атлантики до Тихого океану 1513 року продемонструвала, що перешийок є найкоротшим шляхом між океанами, і Панама швидко стала важливим перехрестям іспанських колоній в Новому Світі. Золото і срібло доставлялося на кораблях з Південної Америки, потім перевозилося через перешийок на іспанських срібних караванах і завантажувалося на кораблі, які слідували в Іспанію. Маршрут став відомий як Каміно Реал (Королівська дорога), хоча він був більш відомий як Каміно де Крусес (Дорога Хрестів) через велику кількість могил на цьому шляху. Початковий маршрут Королівської дороги поєднував міста Панаму та Номбре де Діос, але в 1597 році він був перенаправлений до Портобело. Довжина дороги складала біля 70 км.
Англійський приватір Генрі Морган, який згодом став губернатором Ямайки, пограбував Портобело і у 1671 році Панама Сіті.
З занепадом іспанської імперії Панама втратила свою важливість у фрахтовій справі.

## XVIII—XIX століття

Панама у складі Нової Гранади (1853 рік)

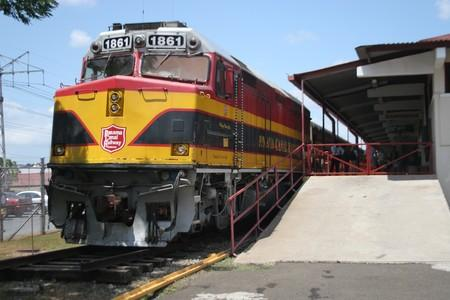
Панамська залізниця

У 1821 Панамський регіон проголосив незалежність від Іспанії і увійшов до складу Великої Колумбії Симона Болівара. У 1831—1858 у складі Республіки Нової Гранади. Економіка країни залишалась відсталою, але зацікавленість у перевезеннях через Панаму знову спалахнула у 1850-х, після відкриття запасів золота в Каліфорнії. У 1850 році  розпочалося будівництво залізниці на місці перетину старих іспанських доріг, будівництво якої запропонував Симон Болівар, але реальне фінансування проекту почали фінансові кола США. У болотистій місцевості від хвороб, що переносяться москітами, загинуло чимало найманих робітників. Залізниця була побудована в 1855 році. Протяжність дороги — 76 км². Маршрут пролягав через столицю країни об'єднуючи міста Панама та Колон. Після закінчення будівництва відбулася перша інтервенція США на територію республіки Колумбія, якій до 1902 року належав Панамський перешийок. У 1858—1863 роках Нова Гранада мала назву Гранадська конфедерація, а з 1863 року Сполучені Штати, а з 1886 року Республіка Колумбія. 
У 1879 році Французькою компанією починається будівництво Панамського каналу, який би об'єднав Тихий та Атлантичний океани. До 1888 на будівництво каналу було витрачено майже в 2 рази більше запланованих коштів, ніж передбачалося, а виконано було тільки третину робіт. Компанія збанкрутувала припинила будівництво каналу у 1889 році, що спричинило розорення тисяч дрібних власників акцій. Подальше розслідування виявило факти масової корупції, підкупу компанією посадових осіб, редакторів газет. Ця авантюра отримала назву Панамської, а слово «панама» стало синонімом афери, шахрайства. Нова компанія була утворена в 1894 році, яка спробувала відшкодувати збитки попередньої компанії.
Іспано-американська війна 1898 підсилила намір США побудувати канал на Панамському перешийку в цілях посилення впливу в Західній півкулі. 17 жовтня 1899 року внаслідок конфлікту поміж консерваторами та лібералами в Колумбії спалахнула громадянська війна, яка продовжувалася до 21 листопада 1902 року. У 1901 Сполучені Штати із Великою Британією уклали договір Хея  — Паунсфота, за яким Штати отримали право на спорудження Панамського каналу.

## XX століття

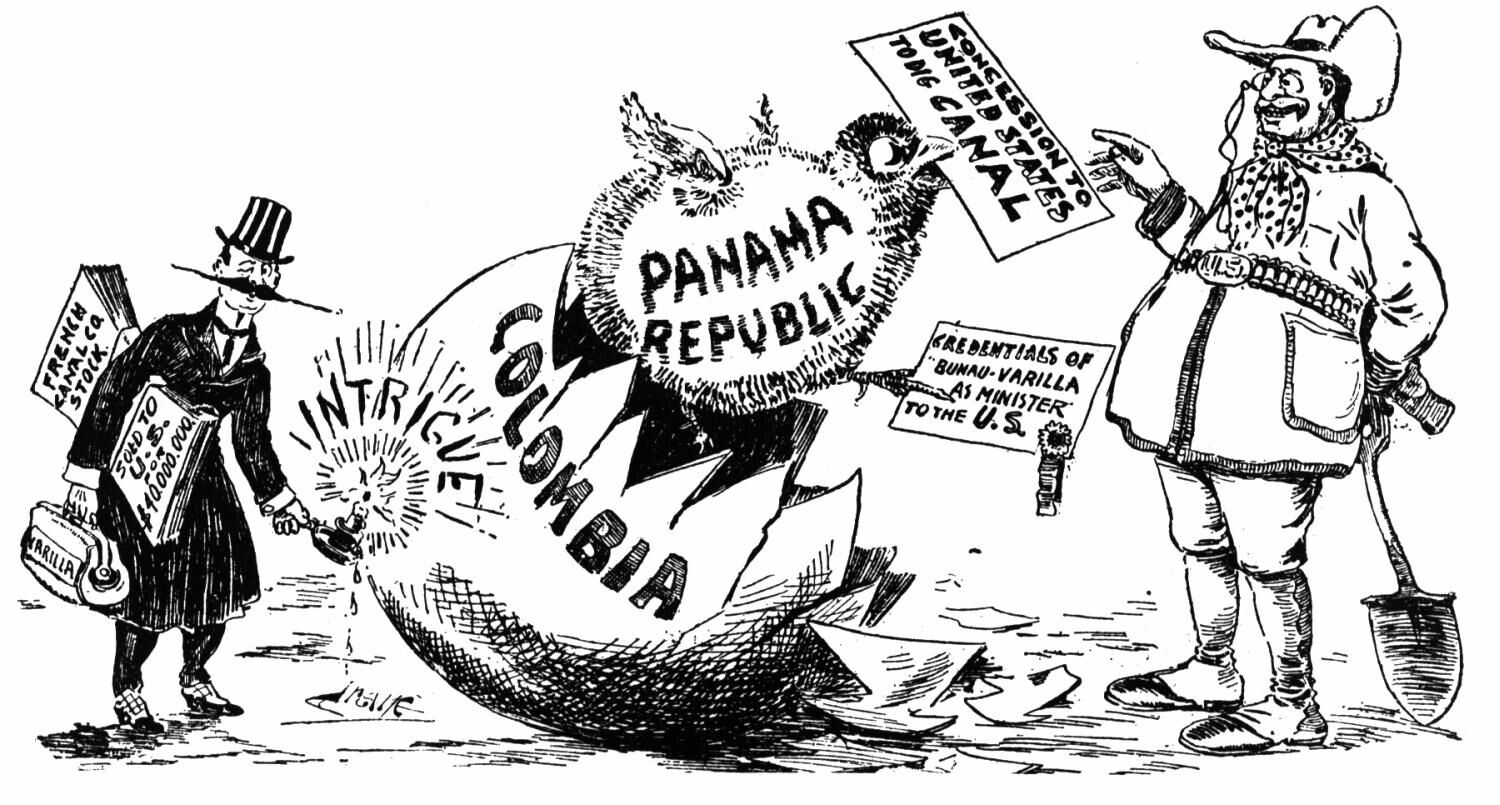
Американська реакція на незалежність Панами. Карикатура часів незалежності.

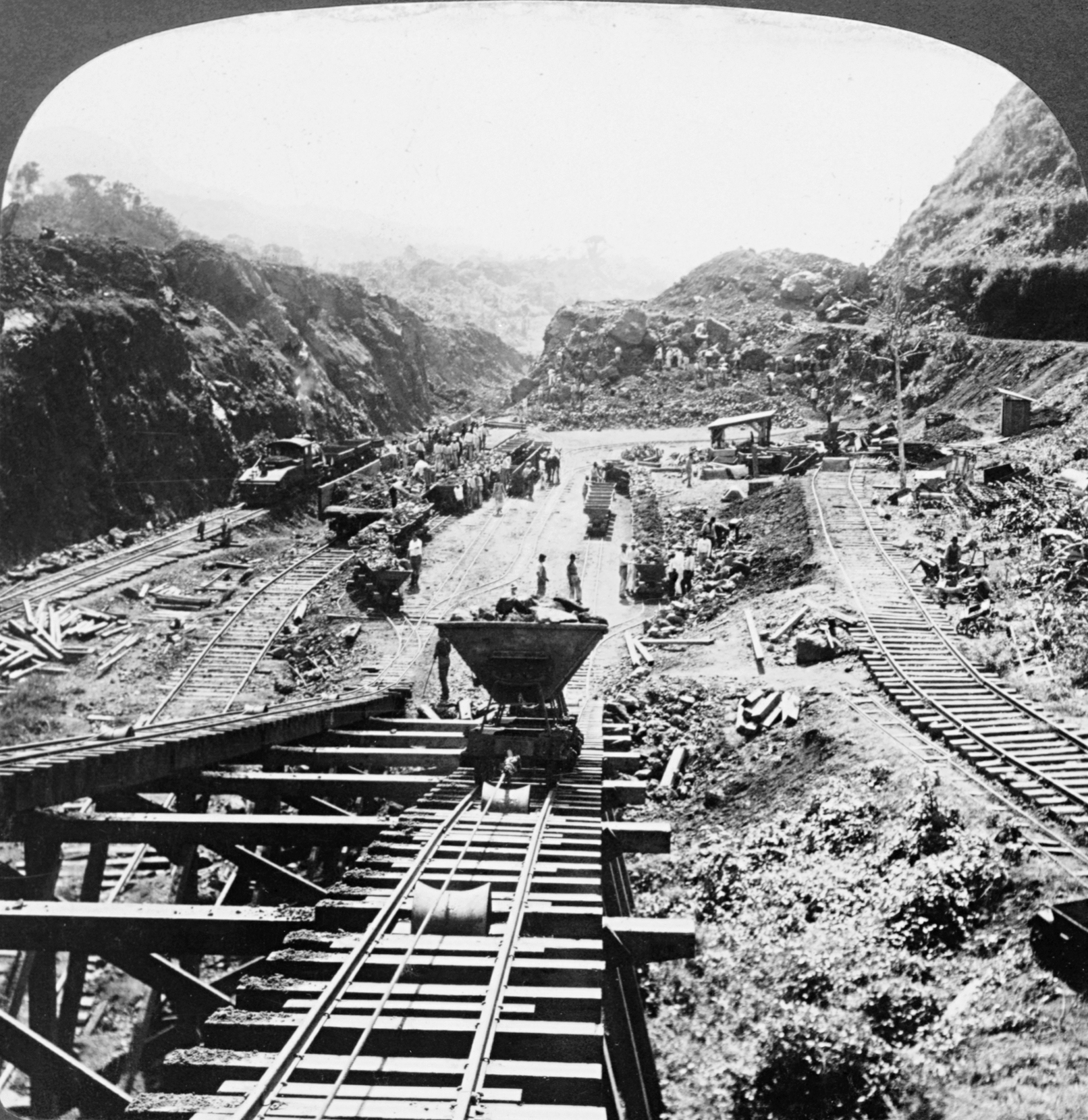
Будівництво Панамського каналу в 1907 році

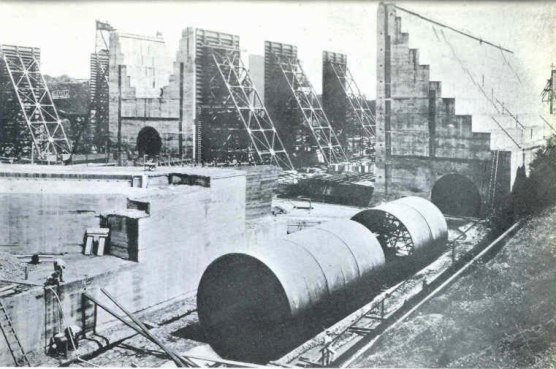
Будівництво шлюзу в 1910 році

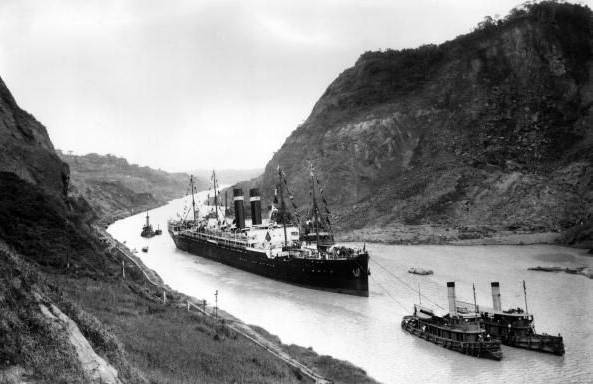
Судноплавство на Панамському каналі

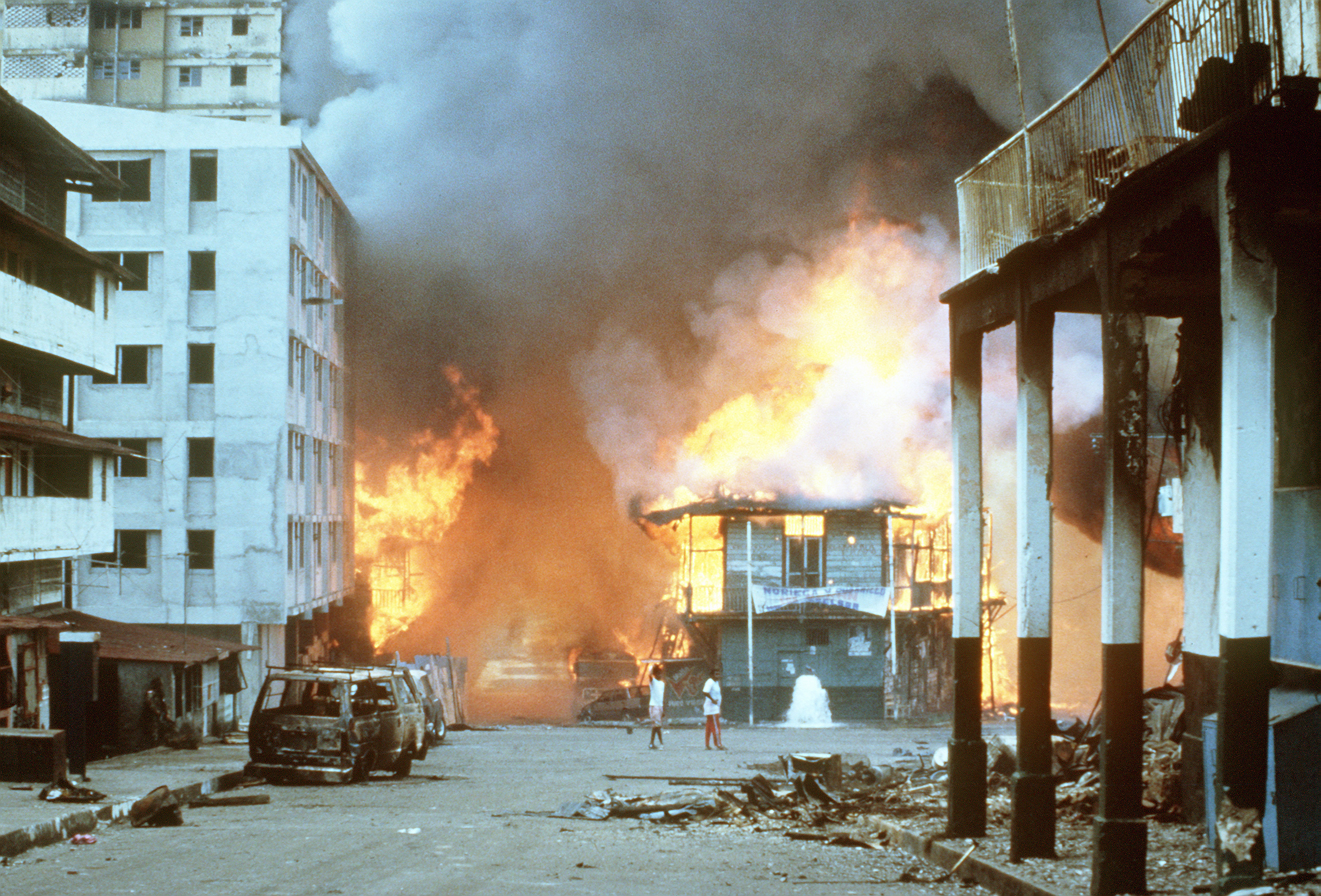
Вторгнення США в Панаму

У 1903 США підтримали вимогу Панами про відділення від Колумбії і як винагороду отримали виняткове право від нового панамського уряду на будівництва каналу. На підставі нового договору Хея — Бунау-Варильї (англ. Hay-Bunau Varilla Treaty) від 18 листопада 1903, угода між США і Панамою надавала американцям право на «вічне» використання каналу з одноразовою виплатою в 10 млн доларів США і річної оплати в 250 тис. доларів. Зона Панамського каналу, площею майже 1700 км², з яких 2⁄5 є внутрішніми водами, знаходилася під винятковою юрисдикцією Сполучених Штатів.
Будівництво каналу розпочалося в 1904 році. Будівельникам каналу в умовах вологого тропічного клімату довелося зіткнутися з численними труднощами, зокрема — епідемії та обвали. Щонайменше 27,5 тисяч робітників загинули під час будівництва каналу. 15 серпня 1914 року пройшло по каналу перше судно. 12 червня 1920 року відбулося офіційне відкриття каналу. Панамський канал був побудований Корпусом інженерів армії США. У 1927, 1947, 1959 та 1964 роках спалахували демонстрації і бунти проти контролю США над каналом. 9 січня 1964 року двадцять бунтівників було вбито, а бл. 500 панамців отримали поранення. З американського боку було вбито 4 військових.
У 1940 році президентом став Арнульфо Аріас, який був усунутий від посади в наступному році. Він знову захопив владу у свої руки у 1949-му й був скинутий у 1951 році. Хозе Антоніо Ремон, обраний президентом у 1952 році був вбитий у 1955 році. У 1955 пост президента зайняв Ернесто де ла Гуардія, а в 1960 році Роберто Чіарі. У 1964 році на це місце прийшов Марко Роблес. Обраний на другий строк у 1968 році, від був скинутий через 11 днів під час військового державного перевороту на чолі з генералом Торріхос Геррером. З часом популярність Торріхоса серед народу зросла, хоча країна на той же час загрузла у великих боргах. В цей період відбувалося будівництво доріг, мостів, житлових будинків, пройшла аграрна реформа тощо.
У 1970-х роках Панама зажадала ревізії трактату, закликаючи до відновлення суверенітету на цьому терені і частку прибутку від використання каналу. У той же час визнано наявність американців (близько 1/3 з 45 тис. мешканців у 1970, у тому числі військових) в зоні, як незаконну окупацію краю. 7 вересня 1977 підписано новий договір Торріхоса-Картера (англ. Torrijos-Carter Treaties), згідно з яким за два роки передано Панамі близько 65 % території зони. Решта терену було оголошено нейтральною територією і потрапило під спільне управління Панами і США до 31 грудня 1999 року, коли була передана в повному обсязі Панамі.
США довгий час утримували значні військові сили на різних базах у зоні Панамського каналу для того, щоб зберігати американський влив на цю стратегічно важливу місцевість. Незважаючи на те, що канал передавався панамській адміністрації, військові бази залишались, щоб забезпечити відкрите проходження американських кораблів.
У липні 1981 року Торріхос розбився у авіакатастрофі і пост президента зайняв полковник Мануель Нор'єга. США мали довготривалі відносини з генералом Нор'єгою. З 1967 він працював на ЦРУ. У 1960-1980-х роках Нор'єга отримував до 100 000 доларів щороку, пізніше щорічні виплати збільшились до 200 000 доларів. У 1988 році суд США звинуватив Норьєгу у торгівлі наркотиками. У 1989 році після повторної судової справи Норьєга скасував результати травневого загального голосування та поставив президентом свою маріонетку Франциска Родрігеса. Нор'єга почав поступово схилятись у бік СРСР під час Холодної війни та отримував допомогу від Куби, Нікарагуа та Лівії. У 1988 деякі американські політики (зокрема Елліот Абрамс) просували ідею збройного вторгнення, але тогочасний президент США Рональд Рейган відкинув її, оскільки побоювався, що це може зашкодити кандидату на пост президента Бушу виграти вибори. 7 травня 1989 у Панамі пройшли вибори президента та парламенту. Коаліція опозиційних партій провела паралельний підрахунок голосів і виявила, що більшість людей проголосували за опозиційного кандидата Гільєрмо Ендару. Уряд оголосив, що вибори виграв провладний кандидат Карлос Дюка. 11 травня Ендара потрапив у лікарню після того, як його сильно побили прибічники Нор'єги. У жовтні 1989 стався невдалий заколот проти Нор'єги. 15 грудня 1989 року законодавчий уряд Панами оголосив Норьєгу президентом та оголосив війну з США. 
16 грудня 1989 року стався інцидент у передмісті Панами Ель-Чоррілло. Четверо американських військових планували відпочити у місті, однак змушені були зупинитись біля блокпосту приблизно в 9:00. За їх свідченнями, вони були неозброєні та у приватному автомобілі. За свідченням панамських військових, американці були озброєні та виконували розвідувальну місію. Почалась перестрілка, двоє американських солдатів отримали поранення (один пізніше помер у шпиталі). Свідками події стали офіцер флоту США та його дружина, що знаходились неподалік. Їх заарештували, чоловіка сильно побили, а жінці погрожували зґвалтуванням. Після інциденту президент Буш наказав розробити план вторгнення — час було призначено на 1 годину 20 грудня.
20 грудня 1989 року США окупували місто Панаму та захопили цивільний аеропорт. Морські котики зруйнували особистий реактивний літак Нор'єги та потопили панамський військовий катер. Пізніше було завдано ударів по всіх відомих військових базах та командних центрах. Норьєга почав просити притулку на території дипломатичної місії Ватикану, однак через сильний дипломатичний та психологічний тиск змушений був здатись. 3 січня 1990 його посадили у літак і відправили в ув'язнення на територію США. Через кілька годин після початку вторгнення Гільєрмо Ендара у форті Клейтон склав присягу, як обраний президент Панами. 
1 вересня 1994 році склав присягу на пост президента колишній партнер Торріхоса, Ернесто Перес Балладарес, а 1 вересня 1999 році Мірея Москосо Родрігес. 

## XXI століття

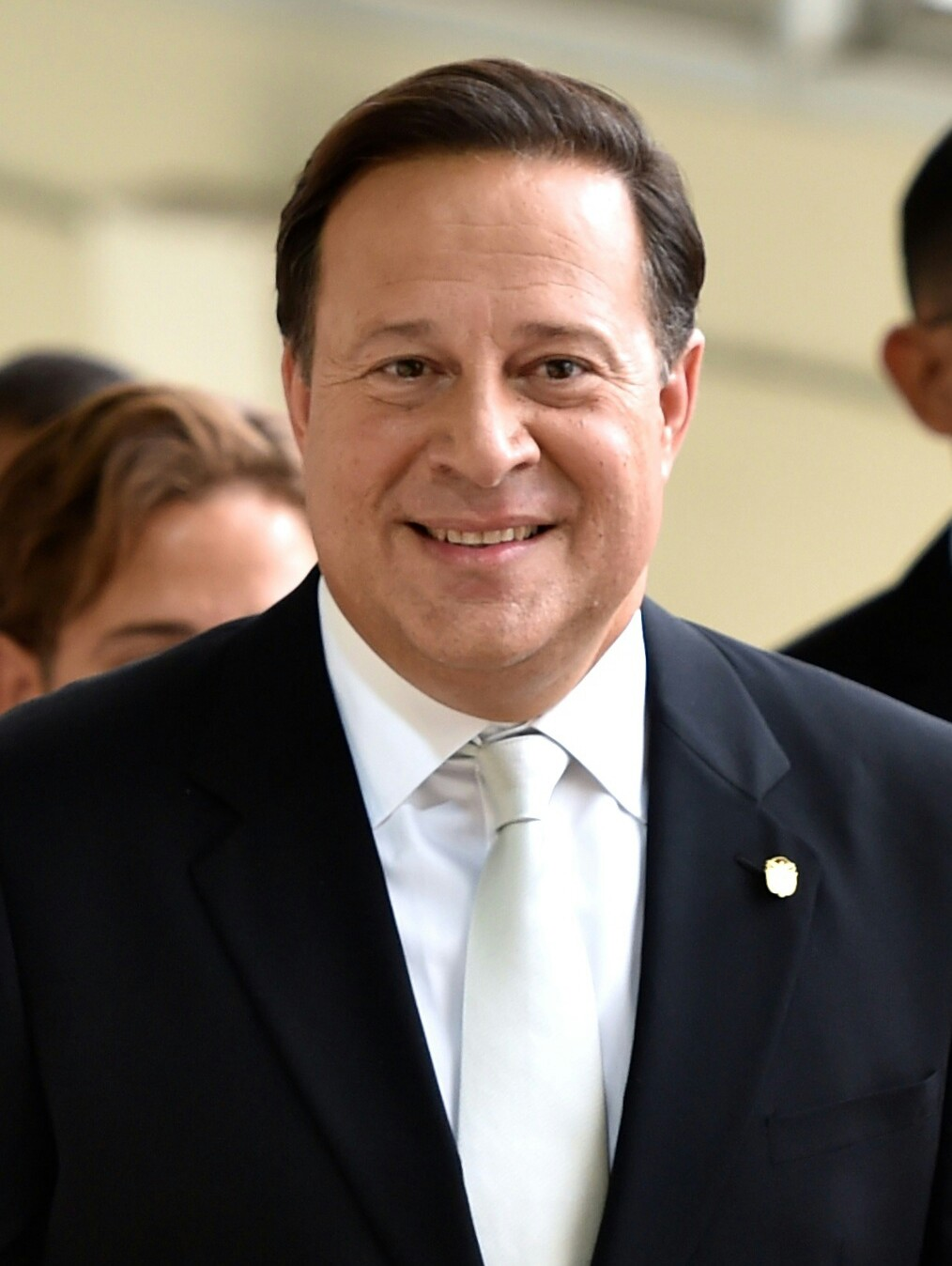
Чинний Президент Панами Хуан Карлос Варела

У 2004 році посаду президента зайняв Мартін Торріхос Еспіно, син генерала Торріхоса. У 2009—2014 роках президентом Панами став Рікардо Мартінеллі. У 2015 році втік із країни та в травні був оголошений Інтерполом в міжнародний розшук за організацію прослуховування понад 150 осіб під час своїх повноважень. З 2015 року президентом Панами було обрано Хуан Карлоса Варелу, який на сьогодні є чинним головою держави.